# Aegires punctilucens
Aegires punctilucens is een slakkensoort uit de familie van de Aegiridae. De wetenschappelijke naam van de soort werd in 1837 voor het eerst geldig gepubliceerd door Alcide d'Orbigny.